# Johann II. von Arcis
Johann II. von Arcis (französisch: Jean d’Arcis; † zwischen August 1219 und Juli 1222) war ein Burgherr aus Arcis-sur-Aube (Haus Chacenay) in der Champagne. Er war der ältere Sohn des Johann I. von Arcis († 1191) und der Helisende von Joigny.
Während des Erbfolgekrieges in der Champagne ergriff Johann im Jahr 1215 wie viele andere Feudalherren des Landes Partei für den Prätendenten Erhard von Brienne gegen die regierende Gräfin Blanka und deren unmündigen Sohn Theobald IV. Seine Vettern Erhard II. von Chacenay und Anséric III. von Montréal schlossen sich der Erhebung an. Die Rebellen wurden dafür vom heiligen Stuhl exkommuniziert. Wohl als Bußleistung dafür begab sich Johann nach dem Ende der Rebellion 1219 in Begleitung seines Stiefvaters, Graf Milon IV. von Bar-sur-Seine, und Erhard II. von Chacenay auf den Kreuzzug von Damiette (Fünfter Kreuzzug). Nachdem dort vor Damiette am 30. Juli 1219 sein Halbbruder Walter von Bar gefallen war, bezeugte Johann zu Beginn des Augusts noch eine Schenkung seines Stiefvaters an den Templerorden, bevor dieser selbst am 17./18. August getötet wurde. Kurz darauf geriet Johann bei einem Angriff der Sarazenen auf das Lager der Kreuzritter mit vielen anderen in Gefangenschaft. Von Jacques de Vitry wurde er in diesem Zusammenhang als „tapferer Ritter“ gewürdigt. Ob Johann noch aus der Gefangenschaft herausgelöst wurde oder in ihr starb, ist unklar. Im Juli 1222 war er schon tot und sein jüngerer Bruder Guy wird urkundlich als Herr von Arcis-sur-Aube genannt.

## Weblink
- SEIGNEURS de CHACENAY bei fmg.ac

| Personendaten    | Personendaten                      |
| ---------------- | ---------------------------------- |
| NAME             | Johann II. von Arcis               |
| ALTERNATIVNAMEN  | Jean d’Arcis                       |
| KURZBESCHREIBUNG | Herr von Arcis-sur-Aube            |
| GEBURTSDATUM     | 12. Jahrhundert                    |
| STERBEDATUM      | zwischen August 1219 und Juli 1222 |